# Dilin Döğer
Dilin Döğer (* 22. Februar 1995 in Diyarbakır) ist eine türkische Schauspielerin.

## Leben und Karriere
Döğer wurde am 22. Februar 1995 in Diyarbakır geboren. Sie wuchs in Mersin und später in Ankara auf, wo sie ihre Schulausbildung abschloss. Danach studierte sie Englische Sprachwissenschaft an der Hacettepe-Universität und absolvierte eine Schauspielausbildung an der Talent House Art Academy.
Ihr Debüt gab sie 2021 in einer Folge in Ex Aşkım. Anschließend bekam sie 2022 in dem Film Goodnight Soldier eine Hauptrolle. Von 2022 bis 2023 trat sie in der Serie O Kız auf. Zwischen 2023 und 2024 war Döğer in Kudüs Fatihi Selahaddin Eyyubi zu sehen. Unter anderem spielte sie in Uzak Şehir mit.
Sie spricht fließend Türkisch, Englisch, Kurdisch und etwas Französisch.

## Filmografie
Filme
- 2022: Goodnight Soldier

Serien
- 2021: Ex Aşkım
- 2022–2023: O Kız
- 2023–2024: Kudüs Fatihi Selahaddin Eyyubi
- 2024: Uzak Şehir